# Мартиново (Белебеївський район)
Марти́ново (рос. Мартыново, башк. Мартынов) — присілок у складі Белебеївського району Башкортостану, Росія. Входить до складу Баженовської сільської ради.
Населення — 21 особа (2010; 35 в 2002).
Національний склад:
- росіяни — 97 %